# سفارت اسرائیل در مسکو
سفارت اسرائیل در مسکو (به عبری: שגרירות ישראל במוסקבה) نمایندگی دیپلماتیک اسرائیل در مسکو، پایتخت فدراسیون روسیه است که در شماره ۵۶ خیابان بولشایااوردینکا در بخش مرکزی مسکو واقع شده‌است. هم‌اکنون گری کورن، مقام سفیر اسرائیل در ایالات متحده را عهده‌دار است.

## تاریخچه
گلدا مئیر نخستین سفیر اسرائیل در اتحاد جماهیر شوروی بود.